# Előkészület
Az előkészület büntetőjogi fogalom. A befejezett szándékos bűncselekmény megvalósulásának egyik nem szükséges eleme.

## Fogalma
A befejezett szándékos bűncselekmény a befejezettség szakasza előtt áthalad, illetve áthaladhat különböző megvalosulási szakaszokon. Ilyenek az előkészület, és a kísérlet.
Előkészület esetén a büntető törvényben meghatározott tényállás megvalósulása (az un. tényállásszerűség) elmarad. Ez nem jelenti azt, hogy egy bizonyos bűncselekményre való előkészület önmagában nem valósíthat meg más törvényi tényállást is.
A magyar Btk. általános részének megfogalmazása szerint:
11. § (1) Ha e törvény külön elrendeli, előkészület miatt büntetendő, aki a bűncselekmény elkövetése céljából az ehhez szükséges vagy ezt könnyítő feltételeket biztosítja, az elkövetésre felhív, ajánlkozik, vállalkozik, vagy a közös elkövetésben megállapodik.
(2) Nem büntethető előkészület miatt,
a) akinek önkéntes elállása folytán marad el a bűncselekmény elkövetésének megkezdése,
b) aki az elkövetés elhárítása céljából korábbi felhívását, ajánlkozását, vállalkozását visszavonja, vagy arra törekszik, hogy a többi közreműködő az elkövetéstől elálljon, feltéve, hogy a bűncselekmény elkövetésének megkezdése bármely okból elmarad, vagy
c) aki az előkészületet a hatóságnál a bűncselekmény elkövetésének megkezdése előtt feljelenti.
(3) Ha a (2) bekezdésben meghatározott esetben az előkészület már önmagában is megvalósít más bűncselekményt, az elkövető e bűncselekmény miatt büntethető.
A fentiek szerint tehát akkor büntetendő az előkészület, amennyiben törvény külön elrendeli, bár önmagában nem valósít meg Különös Részbeli törvényi tényállást.
 Nincs előkészülete gondatlan vagy praeterintencionális bűncselekményeknek, mert szükséges, hogy az elkövető célja a bűncselekmény elkövetésének lehetővé tétele.